# Edward Piórko
Edward Piórko (lit. Eduardas Piurko; ur. 2 kwietnia 1959 w  Wilnie, zm. 30 lipca 2022 tamże) – litewski tłumacz i pedagog narodowości polskiej, od 1991 do 2022 roku oficjalny tłumacz Sejmu Republiki Litewskiej

## Życiorys
Edward Piórko urodził się na Wileńszczyźnie jako syn Edmunda i Jadwigi. W 1977 roku ukończył szkołę średnią nr 29 w Wilnie (obecnie jest to szkoła im. Szymona Konarskiego), zaś sześć lat później studia matematyczne w Wileńskim Instytucie Pedagogicznym. W 1983 roku rozpoczął pracę jako dyrektor szkoły w Okmianie, później był nauczycielem  matematyki w szkole w Duksztach Pijarskich oraz szkole podstawowej nr 15 w Wilnie. W latach 1988–1990 pracował jako metodyk krajoznawstwa w Stacji Młodych Turystów w Wilnie.  
W 1989 roku zaangażował się w działalność w Stowarzyszenie Społeczno-Kulturalne Polaków na Litwie, następnie przystąpił do Związku Polaków na Litwie, zasiadając w zarządzie jego oddziału miejskiego w Wilnie. Był także fundatorem i członkiem Rady Fundacji Kultury Polskiej na Litwie im. Józefa Montwiłła. Po odzyskaniu przez Litwę niepodległości przez krótki okres pracował w Departamencie Mniejszości Narodowych przy rządzie (1990–1991). W 1991 roku został oficjalnym tłumaczem Sejmu Republiki Litewskiej. Na tym stanowisku pracował do końca życia. 
Edward Piórko był uczestnikiem programu „Pokonać wieżę Babel”. Przekazał cały szereg materiałów i książek o Adamie Mickiewiczu do Muzeum Literatury w Odessie, Muzeum Adama Mickiewicza w Wilnie, Muzeum Literatury w Warszawie, Muzeum Kinematografii w Łodzi, Instytutowi Polskiemu w Wilnie, Ambasadzie Republiki Litewskiej w Warszawie.
Wyróżniony Krzyżem Kawalerskim i Oficerskim Orderu Zasługi Rzeczypospolitej Polskiej, Medalem Orderu Zasługi Republiki Litewskiej, a także wyróżnieniem australijskiej Fundacji „POLCUL” za pracę na rzecz przyjaźni polsko-litewskiej. Z okazji jego sześćdziesiątego jubileuszu w 2019 roku otwarto w Domu Polski w Wilnie wystawę poświęconą Edwardowi Piórce. W 2021 roku został uhonorowany Nagrodą Obojga Narodów, przyznawaną za osiągnięcia w dziedzinie nauki, literatury i sztuki, za prace stanowiące znaczący wkład we współpracę Polski i Litwy. Wcześniej nagrodę taką otrzymali m.in. Czesław Miłosz, Tomas Venclova oraz Alfredas Bumblauskas.
Zmarł latem 2022 roku. Pochowany na Cmentarzu w Kalwarii.

## Przekłady
- Juliusz Erazm Bolek, „Sekrety życia. Kalendarz poetycki'” (przekład na język litewski i rosyjski), 2010,
- Adam Mickiewicz, „Księgi narodu polskiego i pielgrzymstwa polskiego” (przekład na język litewski, Wydawnictwo Sejmowe, 2009,
- Janina Laniauskienė, „W Krainie Mowy” („Kur gyve-na kalba?”) (przekład na języki polski i rosyjski) 2004.

## Źródła
- „Piórko, Edward”, [w:], „Polacy na Litwie 1918-2000. Słownik biograficzny”, red. Mieczysław Jackiewicz, Wydawnictwo Andrzej Frukacz, Warszawa 2003, s.159-160